# Aigne (Frankrijk)

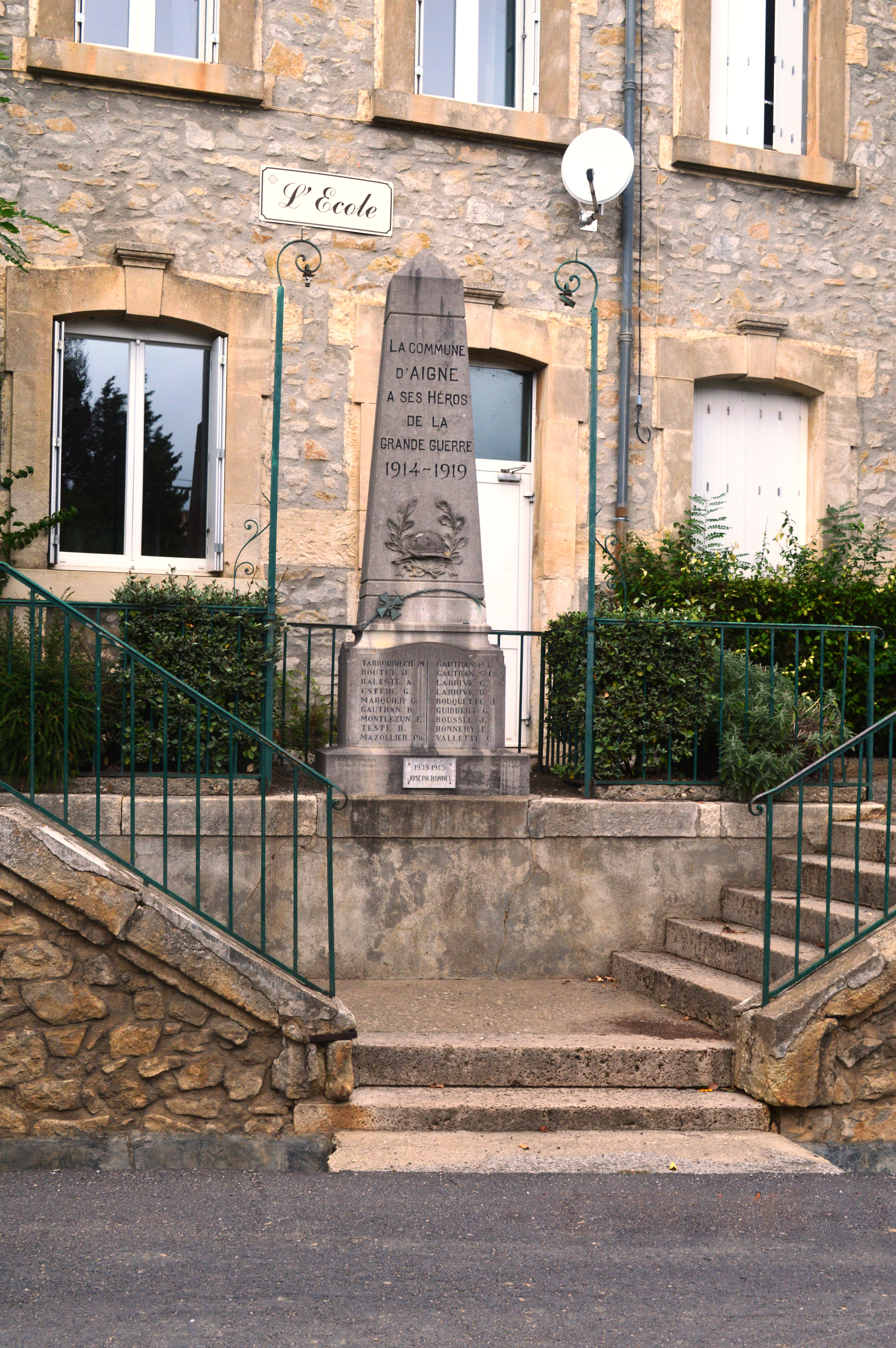
Het oorlogsmonument

Aigne is een gemeente in het Franse departement Hérault (regio Occitanie) en telt 234 inwoners (1999). De plaats maakt deel uit van het arrondissement Béziers.

## Geografie

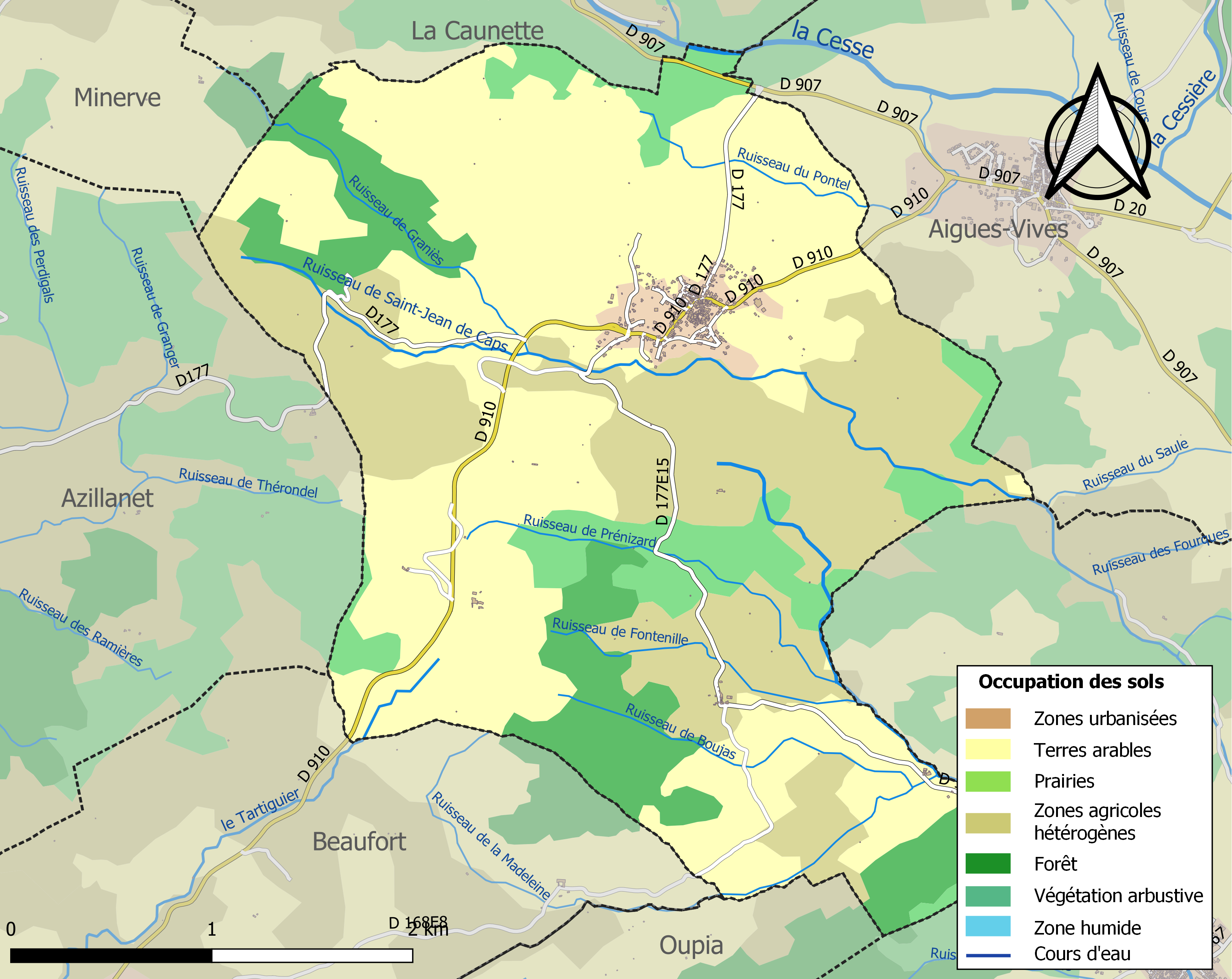
Kaart van de gemeente met de belangrijkste infrastructuur, bodemgebruik en omliggende gemeenten

De oppervlakte van Aigne bedraagt 11,0 km², de bevolkingsdichtheid is 21,3 inwoners per km².

## Demografie
Onderstaande figuur toont het verloop van het inwonertal (bron: INSEE-tellingen).